# Торосян, Арсен Геворгович
Арсен Геворгович Торосян (арм. Արսեն Գեւորգի Թորոսյան; род. 21 июня 1982, Ереван) — армянский государственный деятель, депутат Национального собрания Армении (2021—н. в.), министр здравоохранения Армении (2018—2021).

## Биография
Родился 21 июня 1982 года в Ереване.
В 2004 году окончил лечебный факультет Ереванского государственного медицинского университета имени Мхитара Гераци, в 2006 — Национальный институт здравоохранения имени академика С. Авдалбекяна по специальности «Социальная гигиена и организация здравоохранения», в 2009 — аспирантуру этого института по специальности «Общественное здоровье и организация здравоохранения».
Свою трудовую деятельность начал после окончания университета. Тогда он руководил группой социальных работников НПО «Реальный мир, реальные люди». В руководящей должности он проработал до 2005 года, после чего был назначен проректором реформ первичной охраны здоровья, координатор качества семейной медицины и медицинской помощи. Проработав пять лет проректором он был назначен начальником отдела мониторинга и оценки Национального центра борьбы с туберкулёзом министерства здравоохранения Армении. Впоследствии временно исполнял обязанности директора. В 2011—2015 и 2016—2018 годах — директор лечебно-диагностический центра «МИБС».
12 мая 2018 года указом Президента Армении был назначен на должность Министра здравоохранения Армении.

## Военная деятельность
В 2015—2016 годах служил в вооружённых силах Армении. Имеет звание лейтенанта медицинской службы.

## Научная деятельность
Участвовал во многочисленных научных конференциях и семинарах. Автор ряда статей, опубликованных в армянских и международных научных журналах.

## Личная жизнь
Женат, воспитывает двоих детей.